# Johnny Cash Museum
Il Johnny Cash Museum è un museo di Nashville (Tennessee). Aperto nel 2013, ospita la più grande collezione al mondo di cimeli e manufatti di Johnny Cash.

## Storia

### Johnny Cash
Nato nel 1932 a Kingsland, Arkansas, Johnny Cash è uno degli artisti discografici più venduti di tutti i tempi. Durante la sua vita, ha scritto e registrato musica country, rockabilly, gospel, blues e rock and roll. 
Egli è stato in seguito inserito nella Rock and Roll Hall of Fame, nella Gospel Music Hall of Fame, nella Country Music Hall of Fame e Nashville Songwriters Hall of Fame. 

### Il museo
Il museo originale in onore di Johnny era noto come House of Cash, ed era ubicato a Hendersonville nel Tennessee, dove aveva vissuto dal 1968 alla sua morte. La "House of Cash" era stata chiusa per molti anni ed era caduta in uno stato di rovina per poi essere distrutta in un incendio durante i lavori di ristrutturazione nel 2007.
Shannon e Bill Miller, due amici personali di Cash, hanno usato la loro collezione personale di cimeli per fondare l'attuale "Johnny Cash Museum" a Nashville. Il museo ha aperto al pubblico nel 2013.

## Cimeli
Il Johnny Cash Museum racconta la vita di Cash, dai suoi primi anni e dalla carriera nell'Air Force alla sua vita personale e alla sua carriera musicale. Il museo custodisce i cimeli dei suoi famosi concerti in prigione (a Folsom Prison e a San Quintino). La mostra è disposta in ordine cronologico, con più di 1.000 manufatti accessibili al pubblico.
Tra le varie sezioni del museo vi è quella incentrata sulla Sun Records, l'etichetta di Memphis che ha contribuito a lanciare la carriera di Cash (oltre a quella di Elvis Presley, Jerry Lee Lewis, Roy Orbison e Carl Perkins. Oltre agli oggetti appartenenti a Cash, altri articoli in questa sezione includono un paio di occhiali indossati da Roy Orbison e un microfono usato da Elvis Presley.
Una mostra che si concentra sulla sua carriera televisiva e cinematografica include rari filmati di Cash come presentatore del suo spettacolo "The Johnny Cash Show" oltre a innumerevoli video delle sue apparizioni su varie pellicole e numerosi oggetti di scena e costumi vari. 
Alcuni dei cimeli più importanti sono:
- Costumi da palcoscenico, incluso il suo famigerato costume da tuta da prigione (utilizzato nel Live at Folsom Prison)
- Lettere e note scritte a mano da Johnny indirizzate ad amici e parenti
- Testi dei suoi brani scritti a mano
- Uniforme dell'Air Force e altri cimeli della sua carriera militare
- Dischi in oro e platino ottenuti
- Numerosi strumenti musicali
- Pianoforte di famiglia dei Cash
- Cimeli del suo gruppo, gli Highwaymen
- Grammy Awards e CMA Awards
- Oggetti personali, come fotografie, oggetti della sua casa e la sua bibbia personale